# Costa di Saunders

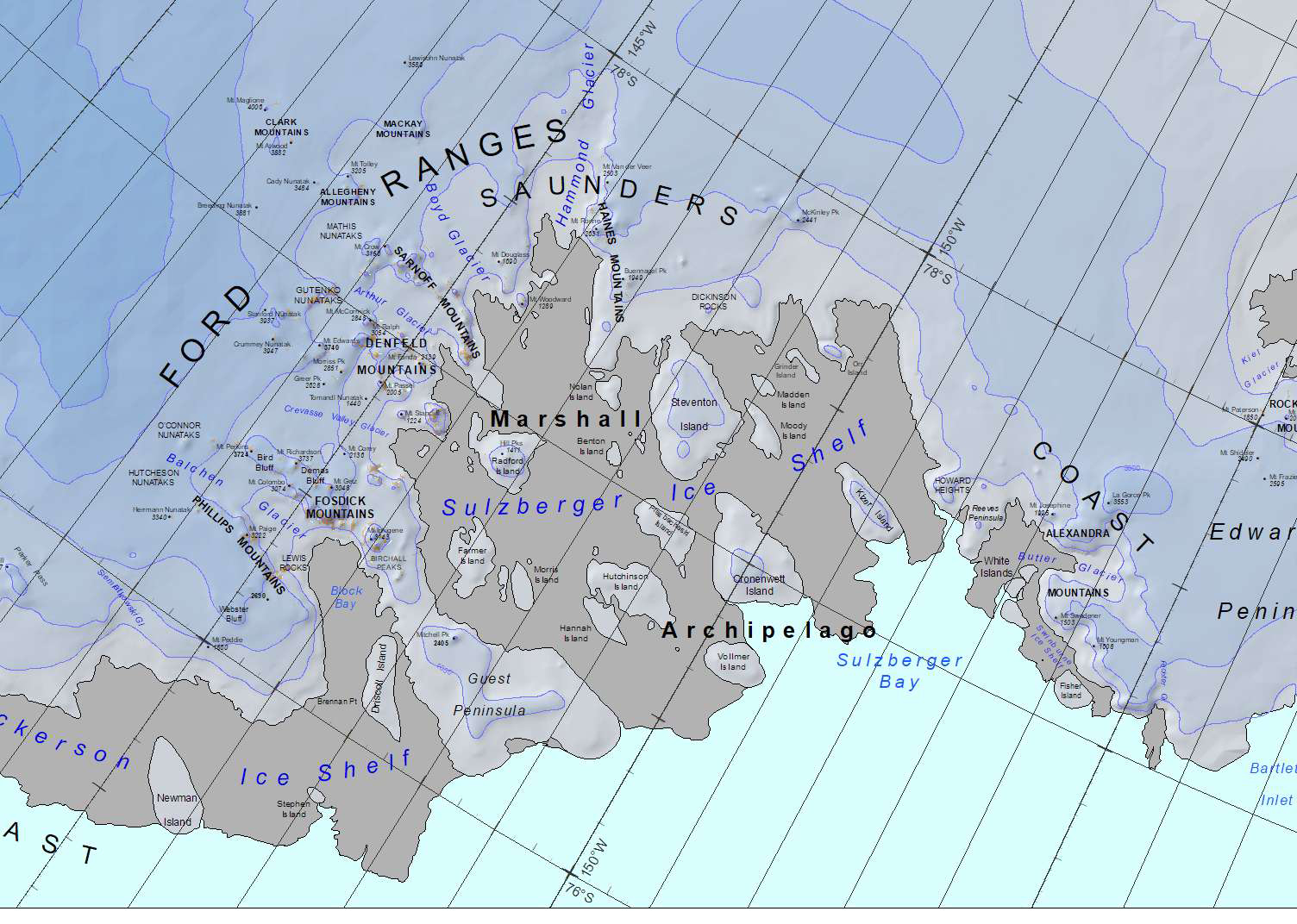
Una mappa della costa di Saunders.

La costa di Saunders (centrata alle coordinate 77°45′S 150°00′W) è una porzione sia della costa della Terra di Marie Byrd che della Dipendenza di Ross (la parte ad ovest dei 150°W), in Antartide. In particolare, la costa di Saunders si estende tra punta Brennan (76°05′S 146°31′W), che segna il confine orientale della baia di Block, a est, e capo Colbeck (77°07′S 158°01′W), all'estremità nordorientale della penisola di Edoardo VII, a ovest, e confina a est con la costa di Ruppert e a ovest con la costa di Shirase.

Davanti alla parte più occidentale della costa si estendono due piattaforme glaciali, la Sulzberger, più a est, che racchiude al suo interno diverse isole dell'arcipelago Marshall, e la Swinburne, più a ovest, contenente anch'essa qualche piccola isola, come le isole White.
Il bacino Saunders (76°50′S 155°00′W) è una depressione sottomarina situata al di sotto della barriera di Ross che prende il nome proprio dalla sua associazione con la costa.

## Storia
La costa di Saunders è stata osservata per la prima volta durante un volo di ricognizione effettuato il 5 dicembre 1929, nel corso della prima spedizione antartica a comando del contrammiraglio Richard Evelyn Byrd (1928-1930), dal capitano della marina militare statunitense Harold E. Saunders, da cui la costa prese il nome. L'intera costa fu in seguito mappata dallo United States Geological Survey grazie a ricognizioni al suolo e a fotografie aeree scattate dalla marina militare statunitense tra il 1959 e il 1966.